# Outlast (gra komputerowa)
Outlast – gra komputerowa z gatunku survival horror przedstawiona w perspektywie pierwszoosobowej, stworzona i wydana przez kanadyjskie studio Red Barrels. Światowa premiera odbyła się 4 września 2013 roku.
W październiku 2014 jeden z pracowników wówczas dwunastoosobowego studia Red Barrels potwierdził rozpoczęcie prac nad sequelem noszącym tytuł Outlast 2.

## Rozgrywka
Świat przedstawiono z perspektywy pierwszoosobowej. Głównym bohaterem jest reporter Miles Upshur. Odwiedza on szpital psychiatryczny o nazwie „Mount Massive Asylum” w Kolorado, przez długi czas opuszczony i ponownie otwarty w 2009 roku. W przypadku konfrontacji z wrogiem bohater jest bezbronny. Widoczność w ciemnych miejscach możliwa jest dzięki kamerze z noktowizorem, w której baterie ulegają wyczerpaniu. O fabule gracz dowiaduje się ze znajdowanych notatek i dokumentów; napotyka ciała pracowników i pacjentów, jednak ci pozostali przy życiu są obłąkani i nie mogą służyć pomocą w kwestii fabuły. W grze występuje duża liczba scen gore. Ze względu na brak broni rozgrywka sprowadza się głównie do ucieczki i ukrywania się, niekiedy odnajdywania przełączników, kluczy czy kart dostępu.

## Odbiór gry
Gra spotkała się z pozytywnymi reakcjami recenzentów, uzyskując według agregatora Metacritic średnią ocen 80/100 punktów oraz 79,95% według serwisu GameRankings. Redaktor strony Gry-Online, Tomasz Chmielik, pochwalił atmosferę rozgrywki i fabułę, natomiast skrytykował wygląd modeli postaci oraz błędy w grze.

## Whistleblower
6 maja 2014 ukazał się oficjalny dodatek (DLC) do gry Outlast, noszący tytuł Whistleblower. Podobnie jak podstawowa część przeznaczony jest na komputery osobiste i PS4. Jego akcja rozpoczyna się przed rozpoczęciem akcji głównej gry, a kończy po jej zakończeniu. Przedstawia historię z punktu widzenia Waylona Parka, informatyka pracującego w Mount Massive dla korporacji Murkoff, po którego donosie do zakładu przybywa Miles Upshur. Podobnie jak Outlast, dodatek Whistleblower jest grą liniową, wykorzystującą „białe plamy” w fabule, mroczną oprawę graficzną, sugestywne efekty dźwiękowe oraz tzw. jumpscare.